# Kürnberg (Schopfheim)
Kürnberg ist ein Stadtteil von Schopfheim im Landkreis Lörrach der nordöstlich der Kernstadt Schopfheim liegt. Die Straßen im mit Abstand kleinsten Teilort tragen keine Namen; alle Häuser sind einheitlich nummeriert.

## Lage

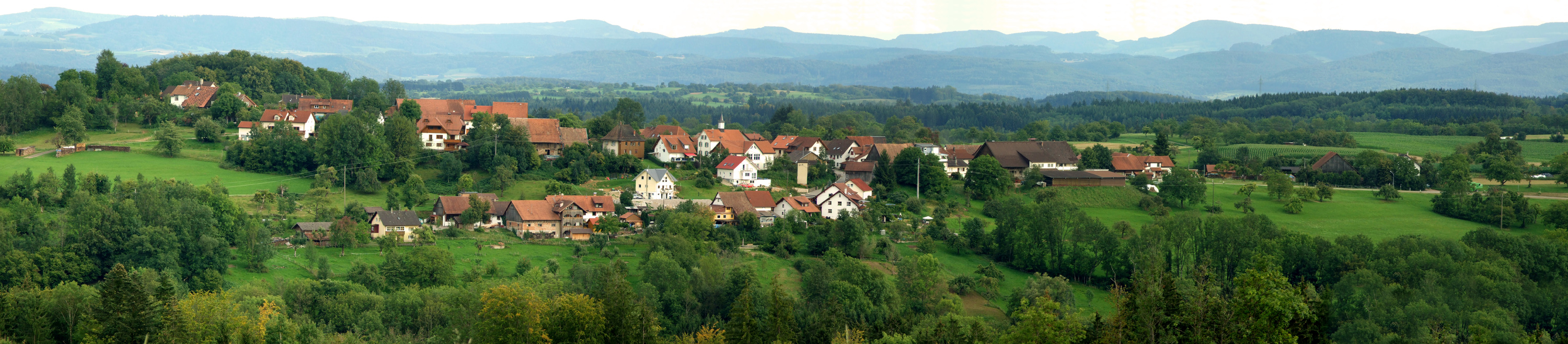
Panorama von Kürnberg (vom Norden aus gesehen, 2011)

Kürnberg liegt etwa 3 Kilometer östlich von Fahrnau auf dem Dinkelberg. Es grenzt im Westen an den Schopfheimer Stadtteil Fahrnau, im Norden an den Schopfheimer Stadtteil  Raitbach und im Süden an die Gemarkung Schopfheim. Im Osten liegt die Gemeinde Hasel mit der der Ort durch die Kreisstraße K6338 verbunden ist. Nördlich des Ortes verläuft der Schlierbach.
|                                    | Raitbach (Stadtteil von Schopfheim)                |       |
| Fahrnau (Stadtteil von Schopfheim) | Kompassrose, die auf Nachbargemeinden zeigt        | Hasel |
|                                    | Schopfheim (Ausläufer der Gemarkung der Kernstadt) |       |

## Geschichte
Die erste urkundliche Erwähnung von Kürnberg findet sich im Jahr 1344 als "Kurnberg" in den Kirchenbüchern des ehemaligen Klosters Sankt Blasien. Das sanktblasische Lehen der Herren von Schönau wurde es 1400 mit anderen Orten und der Burg Neuenstein an Markgraf Rudolf III. von Hachberg-Sausenberg verkauft.
Spätestens seit Beginn des 16. Jahrhunderts gehörte das Dorf zusammen mit Schlechtbach und den Sattelhöfen zur Vogtei Raitbach des Oberamts Rötteln und teilte in den folgenden Jahrhunderten das Schicksal des Oberamts.
1804 wurde das Dorf bis auf wenige Häuser durch eine Feuersbrunst zerstört und später wieder aufgebaut.
1840 wurde das Schulhaus gebaut und ab 1902 verfügte Kürnberg über eine eigene Wasserleitung, die von den Bürgern selbst finanziert wurde.
Eine Poststelle mit öffentlichem Telefon erhielt das Dorf 1904 im damaligen „Gasthof Sternen“, ab 1925 bediente der Postbus den Ort.
Am 1. Oktober 1934 wurde Kürnberg von der Gemeinde Raitbach in die Gemeinde Fahrnau umgegliedert, der Ort hat zwar eine eigene Gemarkung, war aber nie eine eigene Gemeinde.
Zum 1. Juli 1971 erfolgte im Hinblick auf die bereits eingeleitete Gemeindereform die freiwillige Eingemeindung von Fahrnau und dessen damaligem Ortsteil Kürnberg in die Stadt Schopfheim, wobei Kürnberg ein eigenständiger Stadtteil wurde.

## Politik

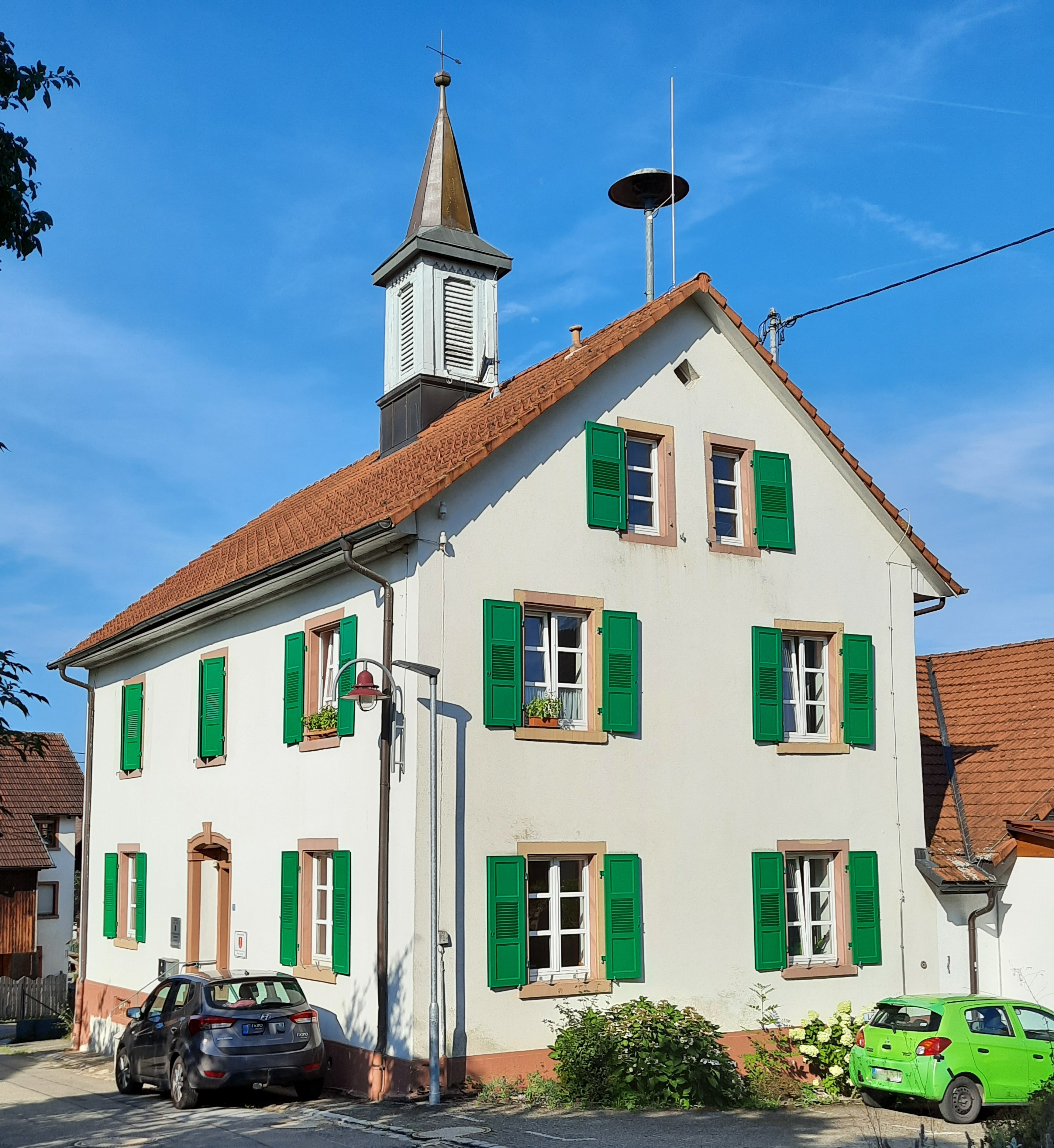
Altes Schulhaus (1840–1970) in Schopfheim-Kürnberg. Heute von der Ortsverwaltung genutzt.

### Ortschaftsverfassung
Es gibt eine Ortsverwaltung mit einem Ortsvorsteher und vier weiteren Ortschaftsräten.

### Wappen
Blasonierung: In Gold auf grünem Dreiberg ein schwarzes Mühlrad.
Im Jahr 1930 hatte die Gemeinde Kürnberg ein eigenes Wappen und Siegel beantragt und daraufhin 1931 einen Vorschlag des Generallandesarchivs angenommen. Es handelt sich um ein redendes Wappen. Mühle heißt auf mittelhochdeutsch Kürn und ergibt in Verbindung mit dem Berg den Ortsnamen Kürnberg. Die Namensdeutung "Mühle" und damit das Mühlrad ist allerdings zweifelhaft. Kürnberg bedeutet in keltischer Ableitung „oben auf dem Berg“.

### Dorfpartnerschaft
Kürnberg ist eine Dorfpartnerschaft mit der Ortschaft Kürnberg in der Gemeinde St. Peter in der Au im Bezirk Amstetten eingegangen. Dieser Ort liegt im niederösterreichischen Mostviertel.

## Wirtschaft und Infrastruktur
In Kürnberg gibt es eine Abteilung der Feuerwehr der Stadt Schopfheim mit einem Feuerwehrhaus. Das Dorf hat einen Dorfladen mit Café das vom Markus-Pflüger-Zentrum betrieben wird.
Durch den Ort führt die Kreisstraße K 6352 die den Kernort Schopfheim mit dem Stadtteil Gersbach verbindet. Auf dieser Straße fährt auch die Buslinie 7308 der SBG Südbadenbus GmbH, die auch eine Haltestelle im Ort anfährt.